# Liga de Elite
Die Liga de Elite (vormals: Campeonato da 1ª Divisão do Futebol) ist die höchste Spielklasse des Fußballverbands von Macau. Rekordsieger ist Lam Pak mit neun bekannten Meisterschaften.

## Aktuelle Saison
In der Saison 2023 nehmen die folgenden 10 Mannschaften am Spielbetrieb teil:
- Chao Pak Kei
- C.D. Monte Carlo
- Benfica de Macau
- Cheng Fung
- Tak Chun Ka I
- CD Lün Lók
- Hang Sai SC
- Sporting Clube de Macau
- CD Estrelas Toi Seng
- CFB Macau

## Alle Meister
| - 1949: GD Polícia de Segurança Pública - 1950: Sporting Clube de Macau - 1951–61: unbekannt - 1962: Sporting Clube de Macau - 1963: Sporting Clube de Macau - 1964: Hong Lok - 1965: Macao Post Office - 1966–72: unbekannt - 1973: GD Polícia de Segurança Pública - 1974–83: unbekannt - 1984: Wa Seng - 1985: unbekannt - 1986: Hap Kuan - 1987: Hap Kuan - 1988: Wa Seng - 1989: Hap Kuan - 1990: Hap Kuan - 1991: Sporting Clube de Macau - 1992: Lam Pak - 1993: Leng Ngan | - 1994: Lam Pak - 1995: GD Artilheiros - 1996: GD Artilheiros - 1997: Lam Pak - 1998: Lam Pak - 1999: Lam Pak - 2000: GD Polícia de Segurança Pública - 2001: Lam Pak - 2002: C.D. Monte Carlo - 2003: C.D. Monte Carlo - 2004: C.D. Monte Carlo - 2005: GD Polícia de Segurança Pública - 2006: Lam Pak - 2007: Lam Pak - 2008: C.D. Monte Carlo - 2009: Lam Pak - 2010: Windsor Arch Ka I - 2011: Windsor Arch Ka I - 2012: Windsor Arch Ka I - 2013: C.D. Monte Carlo | - 2014: Benfica de Macau - 2015: Benfica de Macau - 2016: Benfica de Macau - 2017: Benfica de Macau - 2018: Benfica de Macau - 2019: Chao Pak Kei - 2020: Keine Austragung - 2021: Chao Pak Kei - 2022: Chao Pak Kei - 2023: Chao Pak Kei - 2024: Benfica de Macau - 2025: |